# Олдскул џангл
Џангл је стил електронске музике који је настао под утицајем жанрова као што је брејкбит, хип хоп, фанк, реге, даб или денсхол. Већ дужи низ година постоји расправа о томе да ли је џангл одвојени жанр од драм ен бејса јер многи оба жанра сврставају у једно. За оне који их сматрају одвојеним жанровима, драм ен бејс је настао негде средином и развио се крајем деведесетих.

## Поджанрови
Поджанрови џангла укључују:
- Дарккор; инструментални џангл са мрачним и минималнијим фокусом (1993-данас).
- Хардкор џангл; поджанр на који је велики утицај имала рејв сцена деведесетих (1991-1995).
- Интелиџент џангл; амбијенталнији звук, фокусиран на расположење, синтезу и методе продукције (1993-данас).
- Рага џангл; жанр који више користи јамајкански стил и лирику, уз овај жанр обично иде и Емси који рецитује лирику у стилу денсхола.

Брзи темпо (од 150 до 170 бпм-ова), брејкбитови, семплови и ефекти стварају лако препознатљиву форму џангла. Продуценти су правили џангл тако што су секли брејкове (најуобичајенији брејкбит је био Амен брејк).